# يحيى توريه
جنيجنيري يايا توريه (أو كما ينطق بالفرنسية نيينييري يايا توريه وينطق باللغة العربية يحيى توريه) (بالفرنسية: Gnégnéri Yaya Touré)‏ (مواليد 13 مايو 1983 في بواكيه) هو لاعب كرة قدم إيفواري لعب لنادي مانشستر سيتي.

## مسيرته

### أوليمبياكوس
انضم توريه إلى أوليمبياكوس في عام 2005. وقد وصفه أخيه الأكبر بـ «باتريك فييرا الجديد». فاز أولمبياكوس بالثنائية في ذلك الموسم، وكان توريه أحد اللاعبين الأساسيين. كان أدائه في اليونان مثيراً للإعجاب وجذب اهتمام العديد من الأندية.

### موناكو
بعد تمثيل ساحل العاج في كأس العالم 2006 ، وقع يايا توريه مع فريق موناكو الفرنسي في أغسطس 2006.  ومع ذلك، كان لديه علاقة مضطربة مع المدرب آنذاك لاسزلو بولوني ، وقال يايا أن بولوني رفض السماح له باللعب في خط الوسط المفضل له.  سرعان ما تمت إقالة بولوني مع موناكو في المركز قبل الأخير في جدول الدوري. 
تم تعويض المقال بولوني بالمدرب لوران بانيد الذي أظهر قدرات توريه الحقيقية في وسط الملعب في النصف الثاني من الموسم، حيث سجل خمس أهداف وأنقذ موناكو من شبح الهبوط. أثبت توريه نفسه كلاعب أساسي في وسط الملعب، وتلقى اهتمام من جميع أنحاء أوروبا ليقرر الانضمام لبرشلونة في صيف 2007. 

### برشلونة

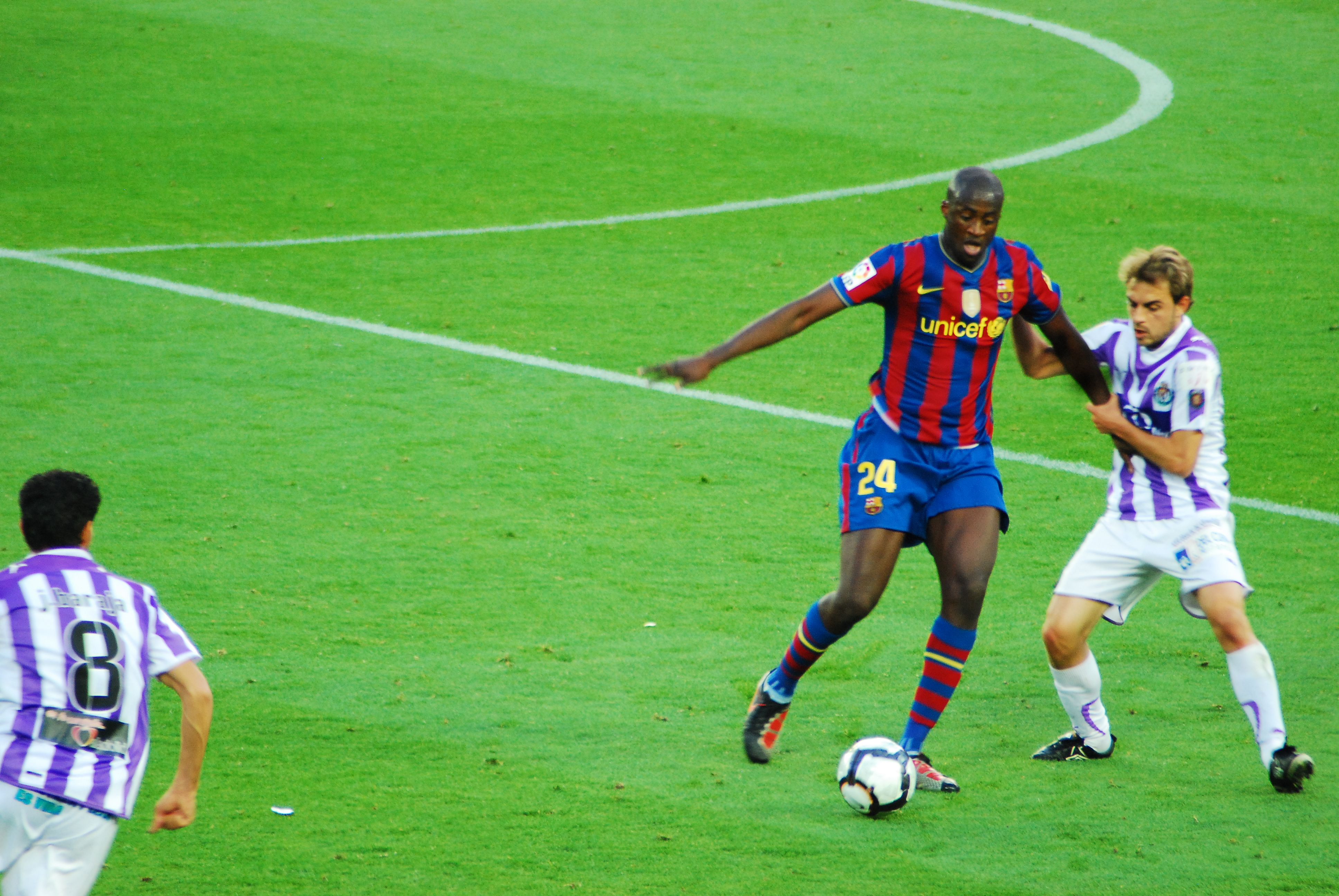
توريه يلعب لبرشلونة في 2010

انضم يحيى توريه لبرشلونة الاسباني مقابل 10 ملايين يورو (6.7 مليون باوند)، ولعب لأول مرة في 26 أغسطس 2007 في افتتاحية الدوري أمام راسينغ سانتاندير.
في عام 2007، سجل يحيى أول أهدافه في المباراة التي جمعت برشلونة بإنتر ميلان في كأس خوان غامبر والتي انتهت بنتيجة 5-0 للفريق الكتالوني. كما سجل أول أهدافه الرسمية في الدوري الإسباني أمام أتلتيك بيلباو في المباراة التي انتهت بفوز برشلونة 3-1.
في بدايات موسم 2008-2009 فضّل المدرب الجديد بيب غوارديولا سيرجيو بوسكيتس على توريه ليلعب في المركز الدفاعي لثلاثي خط وسط برشلونة. في نهائي دوري أبطال أوروبا 2009، لعب يحيى كقلب دفاع بسبب الإصابات والغيابات التي شهدتها تشكيلة الفريق رغم أنه بدأ مباراتين فقط كلاعب أساسي. في يونيو 2010، سمح برشلونة ليحيى توريه بالبحث عن نادي للانتقال له.

## الاحصائيات

### المنتخب
| المنتخب الوطني | السنة   | الظهور | الأهداف |
| -------------- | ------- | ------ | ------- |
| ساحل العاج     | 2004    | 3      | 0       |
| ساحل العاج     | 2005    | 2      | 0       |
| ساحل العاج     | 2006    | 15     | 1       |
| ساحل العاج     | 2007    | 5      | 1       |
| ساحل العاج     | 2008    | 11     | 1       |
| ساحل العاج     | 2009    | 8      | 2       |
| ساحل العاج     | 2010    | 13     | 2       |
| ساحل العاج     | 2011    | 5      | 2       |
| ساحل العاج     | 2012    | 10     | 1       |
| ساحل العاج     | 2013    | 10     | 6       |
| ساحل العاج     | 2014    | 10     | 2       |
| ساحل العاج     | 2015    | 9      | 1       |
| المجموع        | المجموع | 101    | 19      |

## الإنجازات

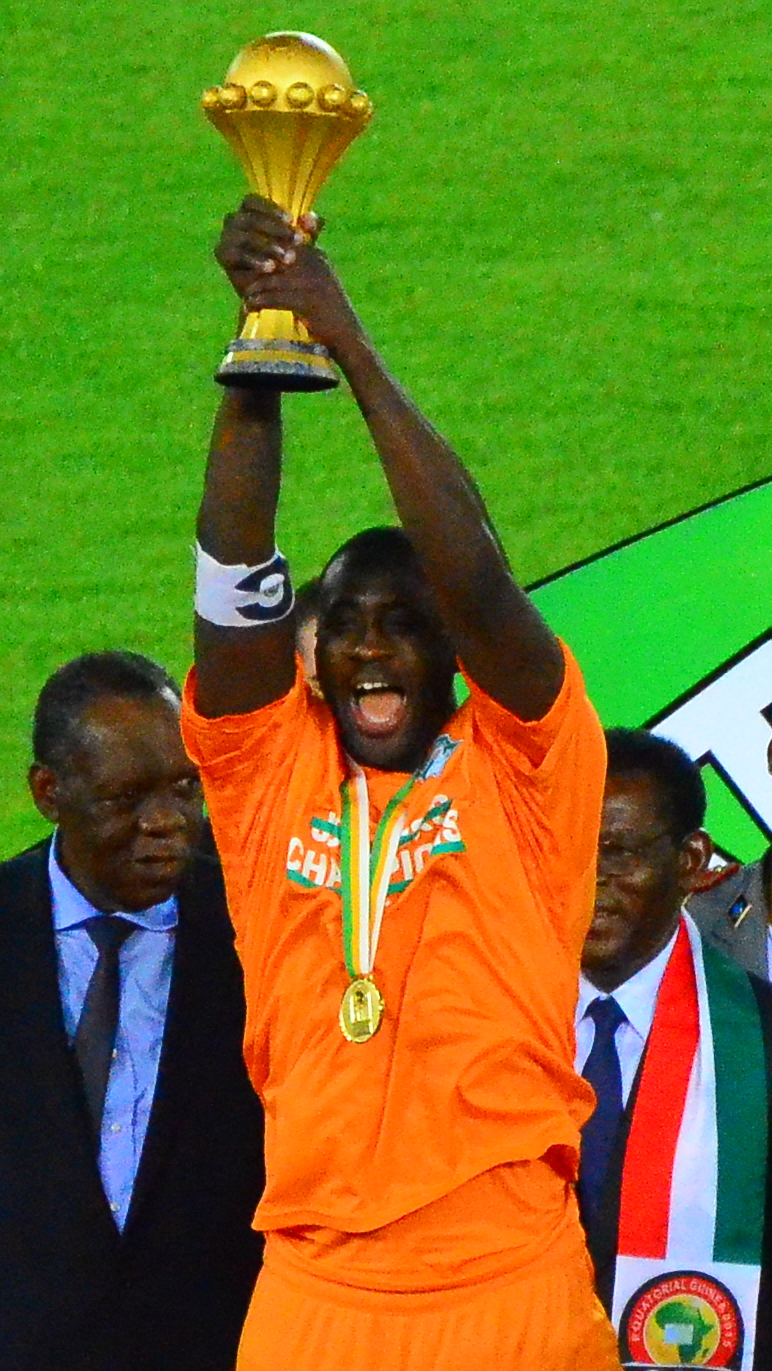

### مع الأندية

#### أولمبياكوس
- الدوري اليوناني لكرة القدم: 2005-06
- كأس اليونان: 2005-06

#### برشلونه
- الدوري الإسباني لكرة القدم: 2008-09، 2009-10
- كأس ملك إسبانيا: 2008-09
- كأس السوبر الإسباني: 2009
- دوري أبطال أوروبا: 2008-09
- كأس السوبر الأوروبي: 2009
- كأس العالم للأندية: 2009

#### مانشستر سيتي
- الدوري الإنجليزي الممتاز :2011-12، 2013-14، 2017-18
- كأس الاتحاد الإنجليزي : 2010-11[17]
- كأس الرابطة الإنجليزية : 2013–14، 2015–16[18]
- كأس الدرع الخيرية : 2012[19]

### المنتخب

#### ساحل العاج
- كأس أمم أفريقيا : 2015[20]

### الفردية
- جائزة أفضل لاعب أفريقي : 2011 [21]، 2012[22]، 2013[23]، 2014 [24]
- جائزة بي بي سي لأفضل لاعب كرة قدم أفريقي : 2013، 2015 [25]
- تشكيلة الموسم في الدوري الإنجليزي الممتاز : 2012[26]، 2014[27]
- لاعب الموسم في نادي مانشستر سيتي : 2014[28]
- الاتحاد الدولي لتاريخ و إحصاءات كرة القدم تشكيلة العقد في أفريقيا[29]

## روابط خارجية
- يحيى توريه على موقع الاتحاد الدولي (مؤرشف)  (الإنجليزية)
- يحيى توريه على موقع الاتحاد الأوربي (الإنجليزية)
- يحيى توريه على موقع اتحاد أوكرانيا (الإنجليزية)
- يحيى توريه على موقع رابطة كرة القدم الفرنسية للمحترفين (الإنجليزية)
- يحيى توريه على موقع إي إس بي إن إف سي (الإنجليزية)
- يحيى توريه على موقع قاعدة بيانات كرة القدم.إي يو (الإنجليزية)
- يحيى توريه على موقع ليكيب (الفرنسية)
- يحيى توريه على موقع ناشيونال فوتبول تيمز (الإنجليزية)
- يحيى توريه على موقع Soccerbase.com (لاعب) (الإنجليزية)
- يحيى توريه على موقع Soccerway.com (الإنجليزية)